# D587 (Haute-Loire)
De D587 is een departementale weg in het Zuid-Franse departement Haute-Loire. De weg loopt van Esplantas via Chanaleilles naar de grens met Lozère. In Lozère loopt de weg als D987 verder naar Aumont-Aubrac en Espalion.

## Geschiedenis
Oorspronkelijk was de D587 onderdeel van de N587. In 1973 werd de weg overgedragen aan het departement Haute-Loire, omdat de weg geen belang meer had voor het doorgaande verkeer. De weg is toen omgenummerd tot D587.